# Episodi de L'isola di Gilligan (terza stagione)
La terza stagione della serie televisiva L'isola di Gilligan è andata in onda negli Stati Uniti dal 12 settembre 1966 al 17 aprile 1967 sulla CBS.
| nº | Titolo originale                | Prima TV USA      | Titolo italiano | Prima TV Italia |
| -- | ------------------------------- | ----------------- | --------------- | --------------- |
| 1  | Up at Bat                       | 12 settembre 1966 |                 |                 |
| 2  | Gilligan vs. Gilligan           | 19 settembre 1966 |                 |                 |
| 3  | Pass the Vegetables, Please     | 26 settembre 1966 |                 |                 |
| 4  | The Producer                    | 3 ottobre 1966    |                 |                 |
| 5  | Voodoo                          | 10 ottobre 1966   |                 |                 |
| 6  | Where There's a Will            | 17 ottobre 1966   |                 |                 |
| 7  | Man With a Net                  | 24 ottobre 1966   |                 |                 |
| 8  | Hair Today, Gone Tomorrow       | 31 ottobre 1966   |                 |                 |
| 9  | Ring Around Gilligan            | 7 novembre 1966   |                 |                 |
| 10 | Topsy-Turvy                     | 14 novembre 1966  |                 |                 |
| 11 | The Invasion                    | 21 novembre 1966  |                 |                 |
| 12 | The Kidnapper                   | 28 novembre 1966  |                 |                 |
| 13 | And Then There Were None        | 5 dicembre 1966   |                 |                 |
| 14 | All About Eva                   | 12 dicembre 1966  |                 |                 |
| 15 | Gilligan Goes Gung-Ho           | 26 dicembre 1966  |                 |                 |
| 16 | Take a Dare                     | 2 gennaio 1967    |                 |                 |
| 17 | Court-Martial                   | 9 gennaio 1967    |                 |                 |
| 18 | The Hunter                      | 16 gennaio 1967   |                 |                 |
| 19 | Lovey's Secret Admirer          | 23 gennaio 1967   |                 |                 |
| 20 | Our Vines Have Tender Apes      | 30 gennaio 1967   |                 |                 |
| 21 | Gilligan's Personal Magnetism   | 6 febbraio 1967   |                 |                 |
| 22 | Splashdown                      | 20 febbraio 1967  |                 |                 |
| 23 | High Man on the Totem Pole      | 27 febbraio 1967  |                 |                 |
| 24 | The Second Ginger Grant         | 6 marzo 1967      |                 |                 |
| 25 | The Secret of Gilligan's Island | 13 marzo 1967     |                 |                 |
| 26 | Slave Girl                      | 20 marzo 1967     |                 |                 |
| 27 | It's a Bird, It's a Plane       | 27 marzo 1967     |                 |                 |
| 28 | The Pigeon                      | 3 aprile 1967     |                 |                 |
| 29 | Bang! Bang! Bang!               | 10 aprile 1967    |                 |                 |
| 30 | Gilligan, the Goddess           | 17 aprile 1967    |                 |                 |

## Up at Bat
- Prima televisiva: 12 settembre 1966
- Diretto da: Jerry Hopper
- Scritto da: Ron Friedman

### Trama
- Guest star:

## Gilligan vs. Gilligan
- Prima televisiva: 19 settembre 1966
- Diretto da: Jerry Hopper
- Scritto da: Joanna Lee

### Trama
- Guest star: Henry Corden (Commodant)

## Pass the Vegetables, Please
- Prima televisiva: 26 settembre 1966
- Diretto da: Leslie Goodwins
- Scritto da: Elroy Schwartz

### Trama
- Guest star:

## The Producer
- Prima televisiva: 3 ottobre 1966
- Diretto da: Ida Lupino
- Scritto da: Gerald Gardner, Dee Caruso

### Trama
- Guest star: Phil Silvers (Harold Hecuba)

## Voodoo
- Prima televisiva: 10 ottobre 1966
- Diretto da: George Cahan
- Scritto da: Herbert Finn, Alan Dinehart

### Trama
- Guest star: Eddie Little Sky (stregone)

## Where There's a Will
- Prima televisiva: 17 ottobre 1966
- Diretto da: Charles Norton
- Scritto da: Sid Mandel, Roy Kammerman

### Trama
- Guest star:

## Man With a Net
- Prima televisiva: 24 ottobre 1966
- Diretto da: Leslie Goodwins
- Scritto da: Budd Grossman

### Trama
- Guest star: John McGiver (Lord Beasley)

## Hair Today, Gone Tomorrow
- Prima televisiva: 31 ottobre 1966
- Diretto da: Anton Leader
- Scritto da: Brad Radnitz

### Trama
- Guest star:

## Ring Around Gilligan
- Prima televisiva: 7 novembre 1966
- Diretto da: George Cahan
- Scritto da: John Fenton Murray

### Trama
- Guest star: Vito Scotti (dottor Boris Balinkoff)

## Topsy-Turvy
- Prima televisiva: 14 novembre 1966
- Diretto da: Gary Nelson
- Scritto da: Elroy Schwartz

### Trama
- Guest star: Roman Gabriel (nativo), Allen Jaffe (nativo), Eddie Little Sky (nativo)

## The Invasion
- Prima televisiva: 21 novembre 1966
- Diretto da: Leslie Goodwins
- Scritto da: Sam Locke, Joel Rapp

### Trama
- Guest star:

## The Kidnapper
- Prima televisiva: 28 novembre 1966
- Diretto da: Jerry Hopper
- Scritto da: Ray Singer

### Trama
- Guest star: Don Rickles (Norbert Wiley)

## And Then There Were None
- Prima televisiva: 5 dicembre 1966
- Diretto da: Jerry Hopper
- Scritto da: Ron Friedman

### Trama
- Guest star:

## All About Eva
- Prima televisiva: 12 dicembre 1966
- Diretto da: Jerry Hopper
- Scritto da: Joanna Lee

### Trama
- Guest star: Vernon Scott (annunciatore radio)

## Gilligan Goes Gung-Ho
- Prima televisiva: 26 dicembre 1966
- Diretto da: Robert Scheerer
- Scritto da: Bruce Howard

### Trama
- Guest star: James Spencer (co-pilota), George N. Neise (pilota)

## Take a Dare
- Prima televisiva: 2 gennaio 1967
- Diretto da: Stanley Z. Cherry
- Scritto da: Roland MacLane

### Trama
- Guest star: Strother Martin (George Barkley)

## Court-Martial
- Prima televisiva: 9 gennaio 1967
- Diretto da: Gary Nelson
- Scritto da: Roland MacLane

### Trama
- Guest star:

## The Hunter
- Prima televisiva: 16 gennaio 1967
- Diretto da: Leslie Goodwins
- Scritto da: Bill Freedman, Ben Gershman

### Trama
- Guest star: Harold Sakata (Ramoo), Rory Calhoun (Jonathan Kincaid)

## Lovey's Secret Admirer
- Prima televisiva: 23 gennaio 1967
- Diretto da: David Orrick McDearmon
- Scritto da: Herbert Finn, Alan Dinehart

### Trama
- Guest star:

## Our Vines Have Tender Apes
- Prima televisiva: 30 gennaio 1967
- Diretto da: David Orrick McDearmon
- Scritto da: Sid Mandel, Roy Kammerman

### Trama
- Guest star: Denny Miller (Tongo), Janos Prohaska (Ape)

## Gilligan's Personal Magnetism
- Prima televisiva: 6 febbraio 1967
- Diretto da: Hal Cooper
- Scritto da: Bruce Howard

### Trama
- Guest star:

## Splashdown
- Prima televisiva: 20 febbraio 1967
- Diretto da: Jerry Hopper
- Scritto da: John Fenton Murray

### Trama
- Guest star: James Spencer (Ryan), George N. Neise (ufficiale NASA), Chick Hearn (commentatore, voce), Scott Graham (Tobias)

## High Man on the Totem Pole
- Prima televisiva: 27 febbraio 1967
- Diretto da: Herbert Coleman
- Scritto da: Brad Radnitz

### Trama
- Guest star: Al Ferrara (nativo), Jim Lefebvre (nativo)

## The Second Ginger Grant
- Prima televisiva: 6 marzo 1967
- Diretto da: Steve Binder
- Scritto da: Don Friedman

### Trama
- Guest star:

## The Secret of Gilligan's Island
- Prima televisiva: 13 marzo 1967
- Diretto da: Gary Nelson
- Scritto da: Bruce Howard, Arne Sultan

### Trama
- Guest star:

## Slave Girl
- Prima televisiva: 20 marzo 1967
- Diretto da: Wilbur D'Arcy
- Scritto da: Michael Fessier

### Trama
- Guest star: Midori (Kalani), Michael Forest (Ugandi)

## It's a Bird, It's a Plane
- Prima televisiva: 27 marzo 1967
- Diretto da: Gary Nelson
- Scritto da: Joel Rapp, Sam Locke

### Trama
- Guest star: Edward Faulkner (colonnello), Walt Hazzard (tenente Air Force), Chick Hearn (annunciatore radio), Frank Maxwell (generale)

## The Pigeon
- Prima televisiva: 3 aprile 1967
- Diretto da: Michael Kane
- Scritto da: Jack Raymond, Joel Hammil

### Trama
- Guest star: Harry Swoger (guardia carceraria), Sterling Holloway (Burt)

## Bang! Bang! Bang!
- Prima televisiva: 10 aprile 1967
- Diretto da: Charles Norton
- Scritto da: Leonard Goldstein

### Trama
- Guest star: Kirk Duncan (Parsons), Bartlett Robinson (Hartley)

## Gilligan, the Goddess
- Prima televisiva: 17 aprile 1967
- Diretto da: Gary Nelson
- Scritto da: Bob Rogers, Jack Paritz

### Trama
- Guest star: Stanley Adams (King Kaliwani), Mickey Morton (Native), Bob Swimmer (nativo)